# Parque Estadual de Porto Ferreira
O Parque Estadual de Porto Ferreira é uma unidade de conservação do estado de São Paulo criado pelo Decreto Estadual nº 40.991, de 06 de novembro de 1962, e possui uma área de 680,91 hectares abrangendo o municípios de Porto Ferreira. Está às margens do rio Mojiguaçu, e preserva pequenas porções de Cerrado e floresta estacional semidecidual. Apesar da pequena área, apresenta grande diversidade de espécies de árvores, como o jequitibá-rosa e a peroba-rosa.